# Чокань
Чокань, Чокані (рум. Ciocani) — село у повіті Васлуй в Румунії. Входить до складу комуни Чокань.
Село розташоване на відстані 232 км на північний схід від Бухареста, 43 км на південь від Васлуя, 99 км на південь від Ясс, 99 км на північ від Галаца.

## Населення
За даними перепису населення 2002 року у селі проживали 911 осіб, усі — румуни. Усі жителі села рідною мовою назвали румунську.